# София Греческая
Софи́я Гре́ческая и Да́тская (греч. Σοφία της Ελλάδας και Δανίας; 26 июля 1914, вилла Мон Репос, Керкира, Королевство Греция — 24 ноября 2001, Шлирзе, Бавария, Германия) — дочь греческого принца Андрея; в первом браке — принцесса Гессенская, супруга принца Кристофа; во втором — принцесса Ганноверская, супруга принца Георга Вильгельма; одна из старших сестёр принца Филиппа, герцога Эдинбургского, мужа королевы Елизаветы II.

## Семья
Её отец был сыном греческого короля Георга I, сына датского короля Кристиана IX и Луизы Гессен-Кассельской и Великой княгини Ольги Константиновны, внучки императора Российской империи Николая I и императрицы Александры Фёдоровны, урождённой Шарлотты Прусской.
Её матерью была принцесса Алиса Баттенберг, правнучка английской королевы Виктории и принца-консорта Альберта Саксен-Кобург-Готского.
София была сестрой принца Филиппа, герцога Эдинбургского, мужа королевы Елизаветы II. У неё были три старшие сестры: принцесса Теодора, маркграфиня Баденская, принцесса Сесилия, наследная принцесса Гессенская и Маргарита, принцесса Гогенлоэ-Лангенбургская.

## Первый брак
София была замужем первым браком за принцем Кристофом Гессенским (1901—1943) 15 декабря 1930 года в Кронберге; ей было 16 лет. Её супруг был сыном принца Фридриха Гессенкого и принцессы Маргариты Прусской. Он был правнуком королевы Виктории и принца Альберта Саксен-Кобург-Готского. 7 октября 1943 принц Кристофер погиб в авиакатастрофе возле Форли, в районе Апеннинских гор в Италии. Его тело было найдено спустя два дня.
Супруги имели пятерых детей:
- Принцесса Кристина Маргарита Гессенская (1933—2011), в 1956 г. вышла замуж за  Андрея Югославского (1929-1990), третьего сына короля Югославии  Александра I (1888-1934) и его жены принцессы Марии Румынской (1900-1961). Брак закончился разводом в 1962 году. В этом же году вышла замуж за поэта Роберта ван Эйка[нидерл.] (1919–1991). От двух браков родилось по двое детей от каждого.
  - Мария Татьяна («Таня») Югославская (1957), принцесса Югославии, вышедшая замуж в 1990 году за Грегори Тюн-Ларсена - от первого брака
  - Кристоф Югославский (1960-1994), принц Югославии - от первого брака
  - Хелен София ван Эйк (1963 г.), которая в 1986 г. вышла замуж за Роберта Алана Хармана (1942 г.) - от второго брака
  - Марк Николас ван Эйк (1966), женившийся на Джоан Грин в 1992 году - от второго брака
- Принцесса Доротея Шарлотта Карина Гессенская (род. 1934 году), вышла замуж за принца Фридриха Виндиш-Грец, двое дочерей:
  - Марина Маргарита София Леонтина Кристиана Принцесса цу Виндиш-Гретц (род. 3 декабря 1960 г.)
  - Кларисса Элизабетта Фиоре Принцесса Виндиш-Грец (род. 5 августа 1966 г.)
- Принц Карл Адольф Андрей Гессенский (род. 1937 году), в 1966 году женился на Ивонн Маргит Валери Графиня Сапари фон Мурасомбат, Сехишигет и Сапар, двое детей:
  - Кристоф Принц Гессен-Кассельский (род. 18 июня 1969 г.)
  - Ирина Верена Принцесса Гессен-Кассельская (род. 1 апреля 1971 г.)
- Принц Райнер Кристофер Фридрих Гессенский (род. 1939), не женат.
- Принцесса Кларисса Алиса Гессенская (род. 1944), в 1971 году вышла замуж за Жана-Клода Дерьена, развод в 1976 году, одна дочь:
  - Иоганна Принцесса Гессен-Кассельская (род. 25 августа 1980 г.)

## Второй брак
София вышла замуж во второй раз за принца Георга Вильгельма Ганноверского, 23 апреля 1946 года в Салеме, Баден-Вюртемберг. Георг был сыном Эрнеста Августа III, герцога Брауншвейгского и его жены принцессы Виктории Луизы Прусской, единственной дочери Вильгельма II, германского императора и императрицы Августы Виктории Шлезвиг-Гольштейнской.
У них было трое детей:
- Принц Вольф Эрнст Ганноверский (1947—1981), был женат и имел одну дочь.
- Принц Георг Ганноверский (род. 1949), женат и имеет двух дочерей.
- Принцесса Фредерика Ганноверская (род. 1954)

София умерла 24 ноября 2001 года в Мюнхене. Её второй муж пережил её на пять лет и умер в 2006 году.

## Титулы
- 26 июня 1914 — 15 декабря 1930: Её Королевское Высочество Принцесса София Греческая и Датская
- 15 декабря 1930 — 23 апреля 1946: Её Королевское Высочество Принцесса София Гессенская
- 23 апреля 1946 — 3 ноября 2001: Её Королевское Высочество Принцесса София Ганноверская